# Campeonato Mundial de Aviões de Papel de 2012
O Campeonato Mundial de Aviões de Papel de 2012 (nome original: Red Bull Paper Wings 2012) foi a terceira edição do Campeonato Mundial de Aviões de Papel.
Desta vez, 30 mil inscritos participaram de 600 seletivas ao redor do mundo. Porém, apenas 216 estudantes de 83 países se classificaram para a final mundial, que foi realizada nos dias 5 e 6 de maio de 2012, no Hangar-7, em Salzburgo.

## Medalhistas
| Evento       | Ouro                          | Ouro           | Prata           | Prata         | Bronze          | Bronze       |
| Distância    | Tomas Beck                    | 50.37 m        | Almir Kisija    | 44.53 m       | Jovica Kozlica  | 44.13 m      |
| Tempo de vôo | Elie Chemaly                  | 10.68 segundos | Gokhan Emiroglu | 8.76 segundos | Robi Fiser      | 8.67segundos |
| Acrobacia    | Tomasz Chodyra Ryan Naccarato | 50 pontos      |                 |               | Alfredo Ramirez | 49 pontos    |

| Evento        | Equipe  |
| ------------- | ------- |
| Melhor Equipe | Turquia |